# Bundenbach
Bundenbach est une municipalité allemande située dans le land de Rhénanie-Palatinat et l'arrondissement de Birkenfeld.
Ses très riches dépôts de fossiles du Dévonien, notamment en Placodermes, sont de réputation mondiale.